# Divorzio d'amore
Divorzio d'amore (Divorce Invitation) è un film del 2012 diretto da S.V. Krishna Reddy.

## Trama
Mike Christian è un giovane ragazzo che si è recentemente sposato con una ragazza ebrea. Un giorno però incontra Alex, la vecchia fidanzata riccona ai tempi del liceo e tra i due scatta nuovamente la scintilla. Il problema è che Mike ha firmato un accordo prematrimoniale e la ex-moglie non lo abbandonerà facilmente. Così Mike organizza la cerimonia di divorzio e lì, durante il discorso, capisce di amarla davvero e decide di restare sposato con lei.